# 威爾明頓鎮區 (阿肯色州尤寧縣)
威爾明頓鎮區（英語：Wilmington Township）是位於美國阿肯色州尤寧縣的一個行政鎮區。

## 地方資料
威爾明頓鎮區的面積為137.71平方千米，當中陸地面積為136.73平方千米，而水域面積為0.98平方千米。根據2010年美國人口普查的數據，當地共有人口604人，而人口密度為每平方千米4.39人。